# Mount Pulag
Mount Pulag är Filippinernas tredje högsta berg. Det är Luzons högsta topp, 2 922 meter över havet. Gränsen mellan provinserna Benguet, Ifugao och Nueva Vizcaya möts på bergets topp.
På grund av sin höga höjd har berget ett tempererat bergsklimat med regn större delen av året. Årsmedelnederbörden är 4 489 mm med augusti som den blötaste månaden med en medelnederbörd på 1 135 mm. Snö har inte fallit på toppen de senaste 100 åren.
Berget har 528 dokumenterade växtarter. Det är det naturliga habitatet för den endemiska dvärgbambun (Yushania niitakayamensis) och khasitallen (Pinus insularis) som dominerar i Luzons tropiska tallskogar som hittas på bergssluttningarna. Bland det inhemska djurlivet finns 33 fågelarter och flera hotade däggdjur såsom Rusa marianna, Crateromys schadenbergi och den långhåriga fruktfladdermusen. Mount Pulag är den enda plats som har samtliga fyra arter av molnråtta. Den har en av den största biologiska mångfalden i Filippinerna, med den 1896 funna och 185 gram stora Dvärgmolnråttan, Carpomys melanurus, en ovanlig art (endemisk på Cordillera) och Kochs juveltrast bland dess utrotningshotade invånare.
20 februari 1987 gjordes en stor del av berget till en nationalpark. Denna syftar till att skydda naturen runt berget från hot såsom skogsavverkning, jakt, ökad turism och omvandling av skog till jordbruksmark.
Ibaloifolket i Benguet mumifierar sina döda och bor i grottor i berget. Kabayan mummy burial caves, en av de främsta sevärdheterna här klassad som en av Filippinernas nationalskatter. 374.

## Vandring i bergen
Som det högsta bergen på Luzon attraherar Mount Pulag en mängd bergsklättrare. Höjdpunkter vid klättringen är exempelvis bergsskogarna och det gräsbevuxna toppområdet med dess molnhavsfenomen. Det finns fyra större vandringsleder till toppen: Ambangeg-, Akiki- och Tawanganleden från Benguet och Ambaguioleden från Nueva Vizcaya. Dessa leder sköts av Mount Pulags nationalpark.
Nationalparken bebos av olika stammar, såsom Ibaloi, Kalanguya, Igorot, Karao, Ifugao och Ilocano.

## Helikopterkrasch
Den 7 april 2009 störtade Philippine Air Force (PAF) flyg Bell 412 på 2 100 meters höjd i Kabayan-Pulagpasset mellan Mount Mangingihi och Mount Pulag bland låga moln och i täta dimma. Piloterna och planets passagerare, som var utnämnda av presidenten, dog i flygplanskraschen.